# Ваља Ларга (Бузау)
Ваља Ларга (рум. Valea Largă) насеље је у Румунији у округу Бузау у општини Буда. Oпштина се налази на надморској висини од 323 m.

## Становништво
Према подацима из 2002. године у насељу је живело 94 становника, од којих су сви румунске националности.